# Кузахметов, Максим Рафикович
Макси́м Ра́фикович Кузахме́тов (род. 21 августа 1969 года, Ленинград, СССР) — российский издатель, менеджер в области СМИ, историк-публицист, популяризатор истории России. В прошлом — главный редактор газеты «Московский комсомолец в Петербурге», научно-популярных исторических журналов «Ваш тайный советник», ведущий программы «Всё так +» на радиостанции «Эхо Москвы». В настоящее время главный редактор научно-популярного исторического журнала «Секретная история», ведущий продолжения программы «Всё так +» на ютуб-канале «Ищем выход».

## Биография
Максим Кузахметов родился 21 августа 1969 года в Ленинграде (СССР).
В 1986 году поступил на факультет психологии Ленинградского государственного университета, который окончил в 1992 году.
В 1987—1989 годы (в период отмены предоставления студентам отсрочки от призыва) — служба в рядах Советской армии. Службу проходил в посёлке Узун-Агач Алма-атинской области.
В 1989—1991 годы — работа в средней школе, с 1991 года — в области медиа.
С 2003 года — соучредитель и генеральный директор Издательской группы «Северный город».
В 2013—2015 годы — коммерческий директор изданий «МК в Питере» и «Город 812».
С 2014 по 2020 год — главный редактор научно-популярного исторического журнала «Ваш тайный советник».
С 2018 по 2022 год — соведущий (с Виталием Дымарским; далее Марк Нуждин), ведущий исторической программы «Всё так +» на радиостанции «Эхо Москвы» вплоть до её закрытия, с 2018 по 2021 год — главный редактор «МК в Питере».
С 2016 года — ведущий редактор главной темы номеров научно-популярного исторического журнала «Дилетант».
С 2018 года — главный редактор научно-популярного исторического журнала «Секретная история».
С марта 2022 программа «Всё так +» выходит на ютуб-канале «Ищем выход».

#### Политическая деятельность. Движение «Свободная Ингрия»
В 2019 году выдвигался кандидатом в муниципальные депутаты округа Екатерингофский в Петербурге от партии Яблоко. Избирательную кампанию вёл совместно в команде с Александром Шуршевым и Фёдором Горожанко. 15 августа Ленинский районный суд снял кандидатов с выборов на основании поздних сроков подачи документов, однако уже 26 августа городской суд встал на сторону Кузахметова и восстановил его в роли кандидата. Тем не менее, выборы выиграть не удалось, а суды не стали отменять их результаты. 
В ходе кампании его оппоненты из действующего руководства выпустили в официальном издании муниципалитета статью «Помогите! Мой папа — оппозиционер!». Журналисты «Екатерингофского вестника» обвинили Кузахметова в том, что он, якобы, толкал коляску с ребёнком под ноги полицейским, препятствуя их работе. Прямо в ходе избирательной кампании по поводу этого обвинения к Кузахметову также приходили домой представители опеки (также входящей в структуру местной администрации), а через год после выборов они пришли вновь, уже с полицейскими. 
Уехал из России после начала вторжения России на Украину. С 2022 года активно выступает в СМИ и на различных мероприятиях в качестве координатора движения «Свободная Ингрия». В своих интервью журналистам, выступлениях на собраниях Форума свободных народов пост-России неоднократно высказывал позицию о том, что Россия должна быть разделена по итогам российско-украинской войны, а на её территории должно быть временно введено внешнее управление. Выступает за создание независимого государства «Ингерманландия» на территории Северо-Запада России. 
Продолжает публиковаться в журнале «Дилетант» на самые разные исторические темы, в 2022 году начинает вести серию интервью на Youtube-канале «Ингрия без границ», в которой выходит несколько десятков выпусков с активистами из разных регионов России (в основном — находящимися в эмиграции петербуржцами), а также материалы по истории Петербурга и Ингерманландии. 
2 июня 2023 года Министерство юстиции России внесло Кузахметова в реестр «иностранных агентов».

## Избранные труды

### Проза
- Произведения на сайте Проза.ру

### Статьи
- Максим Кузахметов Красивому городу — красивые имена! Кто и почему не желает возвращения исторических названий улицам Петербурга? // МК в Питере, 11.12.2013
- Кузахметов М. Р. Роковая ошибка Сталина // Дилетант, 23.10.2019

### Редактирование
- Максим Кузахметов — ведущий редактор главной темы номеров научно-популярного исторического журнала «Дилетант»[8][9].

## Выступления на радио
- Перечень выступлений в исторических программах на радиостанции «Эхо Москвы»
- Архив выступлений в программе Всё так +

## Интервью, комментарии, открытые лекции
- В Петербурге и в кризис появляются новые издания: [Комментарий Максима Кузахметова] // Петербургский обозреватель, 28.09.2015
- Кочнев Сергей. «Наполеон строил своего рода прообраз Евросоюза»: [Интервью с Максимом Кузахметовым] // Реальное время, 18.08.2019
- Как всё начиналось: Первый крестовый поход и еврейские погромы XI века, 30.01.2020: Информация на сайте «Jevents.ru»

## Личная жизнь
Женат, отец шестерых детей. После отъезда из России проживает в Латвии. 

## Увлечения
- В 2003 году создал рок-группу «Клерки»[21]. Является автором всех песен группы, в том числе композиции «„Зенит“ — чемпион» (2007)[22][23].
- Википедист, участник проектов Викимедиа.